# Carl Dörschlag
Carl Dörschlag (n. 1837, Hohenluckow – d. 1917) a fost un pictor german stabilit in Transilvania, la Sibiu în anul 1862. A studiat la Academia de Arte Frumoase din Berlin și mai apoi în atelierul pictorului de compoziții Julius Schrader. Din anul 1871 a devenit profesor de pictură și desen la Gimnaziul Evanghelic din Sibiu, unde i-a avut ca elevi pe Arthur Coulin, Robert Wellmann, Octavian Smigelschi, Betty Schuller, Karl Ziegler, Hermine Hufnagel, Anna Dörschlag, Michael Fleischer, Lotte Goldschmidt  și Fritz Schullerus. A fost foarte apreciat ca peisagist și portretist.
Carl  Dörschlag a fost pentru o lungă perioadă unul dintre cei mai căutați portretiști din Transilvania. O mare parte din creația sa de portrete se găsește la Muzeul Brukenthal din Sibiu alături de importante picturi realizate de cei mai de seamă reprezentanți ai artiștilor sibieni. Lucrări faimoase din creația lui Carl Dörschlag, care se disting prin eleganța cromatică și soliditatea construcției sunt „Portretul parohului Karl Fuss” și „Portretul doctorului Carl Konrad”. Autoportretul realizat în anul 1901 este una dintre cele mai impunătoare și mai frumoase picturi ale artistului. El se remarcă printr-o cromatică deosebită și amintește de tablourile vechilor maeștri prin dirijarea luminii și punerea în pagina.

## Galerie imagini

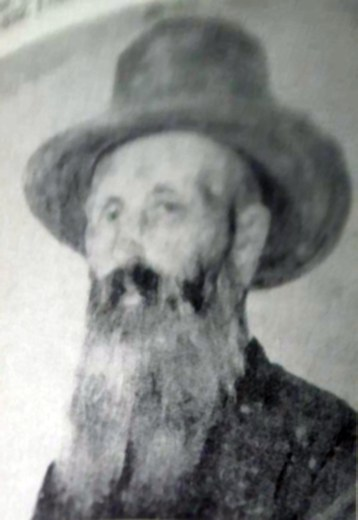
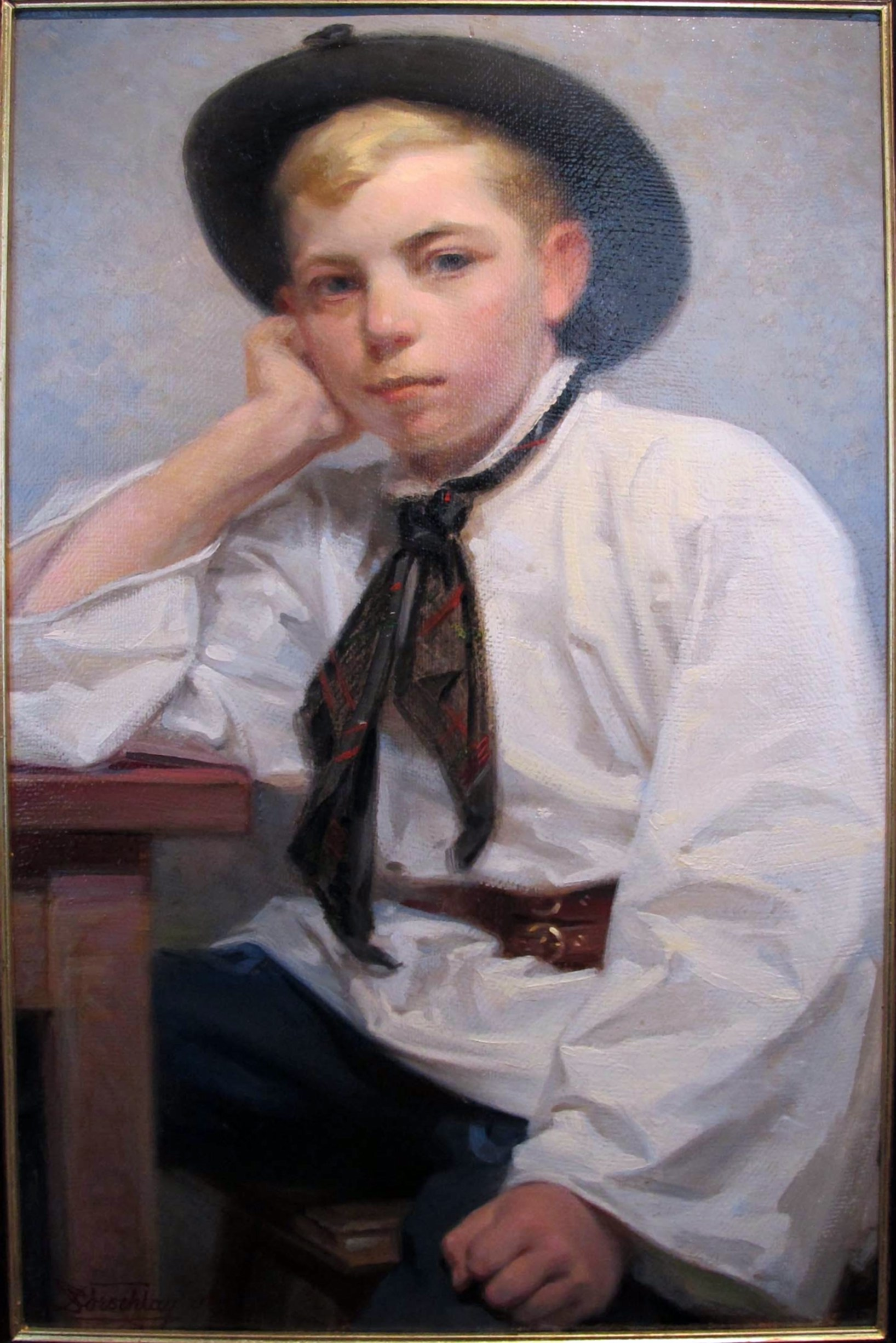
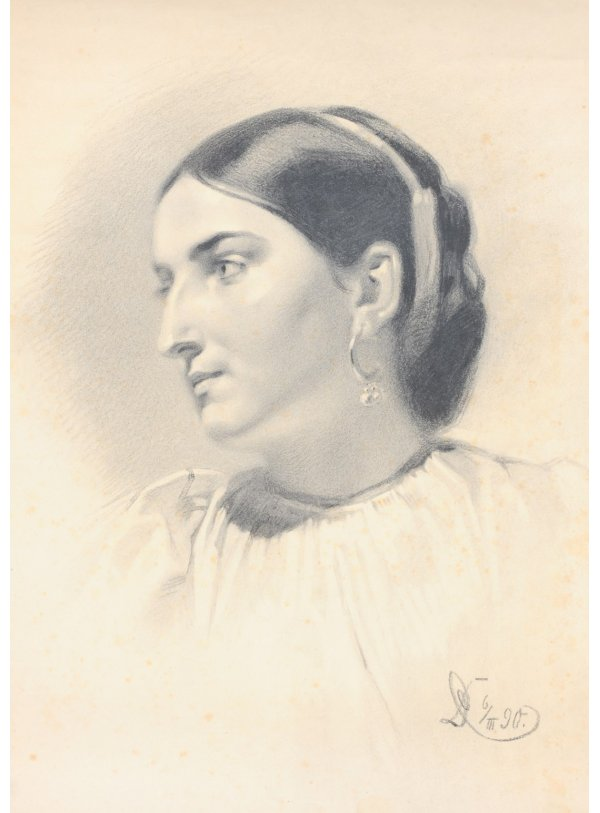